# Pílor
El pílor (del grec πυλωρος = "porta de guàrdia") és la regió de l'estómac que connecta amb el duodè. S'obre o es tanca per impedir o deixar pas als aliments. Està dividit en dues parts:
- L'antre pilòric, que connecta amb el cos de l'estómac.
- El canal pilòric, que connecta amb el duodè.

L'esfínter pilòric és un anell de múscul llis situat al final del canal pilòric que permet el pas de l'estómac al duodè.

## Malalties associades
- Estenosi pilòrica
- Càncer d'estómac: quan els tumors bloquegen parcialment el canal pilòric, s'implanta quirúrgicament un tub que connecta l'estómac al duodè, anomenat stent pilòric.